# Claudio Collenberg
Claudio Collenberg (6 settembre 1977) è un ex sciatore alpino svizzero.

## Biografia

### Carriera sciistica
Collenberg, velocista originario di Obersaxen, esordì in Coppa Europa l'11 dicembre 1996 a Obereggen in supergigante, senza completare la prova, e Coppa del Mondo il 16 gennaio 1999 a Wengen in discesa libera (36º); in Coppa Europa conquistò l'unico podio il 3 marzo 2000 al Passo del Tonale in discesa libera (2º), mentre in Coppa del Mondo ottenne il miglior piazzamento il 14 dicembre 2001 in Val Gardena sempre in discesa libera (18º) e prese per l'ultima volta il via il giorno successivo nelle medesime località e specialità, senza terminare quella che sarebbe rimasta la sua ultima gara in carriera. Non prese parte a rassegne olimpiche o iridate.

### Altra attività
Dopo il ritiro Collenberg è divenuto presidente dello Ski- und Sportclub Obersaxen.

## Palmarès

### Coppa del Mondo
- Miglior piazzamento in classifica generale: 122º nel 2000

### Coppa Europa
- Miglior piazzamento in classifica generale: 46º nel 2000
- 1 podio:
  - 1 secondo posto